# Неболчі
Неболчі (рос. Неболчи) — робітниче селище у Любитинському районі Новгородської області Російської Федерації.
Населення становить 1920 осіб. Належить до муніципального утворення Неболицьке сільське поселення.

## Історія
До 1927 року населений пункт перебував у складі Новгородської губернії. У 1927-1944 роках перебував у складі Ленінградської області.
Орган місцевого самоврядування від 2010 року — Неболицьке сільське поселення.

## Населення
| 1959  | 1970  | 1979  | 1989  | 2002  | 2009  | 2010  |
| ----- | ----- | ----- | ----- | ----- | ----- | ----- |
| 3142  | ↘2783 | ↘2567 | ↘2393 | ↘2249 | ↘2078 | ↘2030 |
| 2012  | 2013  | 2014  | 2015  | 2016  | 2017  | 2018  |
| ↘2011 | ↘1993 | ↗2056 | ↘2034 | ↘2021 | ↘2011 | ↘2008 |
| 2019  | 2020  | 2021  |       |       |       |       |
| ↘1962 | ↘1942 | ↘1920 |       |       |       |       |